# Bembecia salangica
Bembecia salangica is een vlinder uit de familie wespvlinders (Sesiidae), onderfamilie Sesiinae.
Bembecia salangica is voor het eerst wetenschappelijk beschreven door Špatenka & Reshöft in 1989. De soort komt voor in het Palearctisch gebied.